# نيك إيسون
نيك إيسون (بالإنجليزية: Nick Eason)‏ هو لاعب كرة قدم أمريكية أمريكي، ولد في 29 مايو 1980 في ليونز في الولايات المتحدة.

## وصلات خارجية
- نيك إيسون على موقع مرجع كرة القدم المحترفة.كوم (الإنجليزية)